# 陳友彬
陳友彬（1956年3月19日—2002年5月14日），台灣棒球教練。

## 經歷
- 嘉義市垂楊少棒隊（1969）
- 嘉義市南興國中青少棒隊
- 台北體專青棒隊
- 台北體專棒球隊（亞洲信託成棒隊）
- 陸軍棒球隊
- 榮工棒球隊（甲組成棒）
- 榮工青棒隊總教練
- 榮工棒球隊（甲組成棒）總教練
- 中華職棒三商虎隊總教練
- 嘉義市民生國中棒球隊教練

## 外部連結
- 陳友彬在台灣棒球維基館上的頁面（繁體中文）